# Heilig Hartbeeld (Maasbracht)
Het Heilig Hartbeeld is een standbeeld in de Nederlandse plaats Maasbracht, in de provincie Limburg.

## Achtergrond
Beeldhouwer Jean Geelen maakte in opdracht van het r.k.-kerkbestuur het zandstenen Heilig Hartbeeld voor Maasbracht. Het werd in 1924 geplaatst bij het klooster van de Zusters der Goddelijke Voorzienigheid aan de Kloosterstraat. 

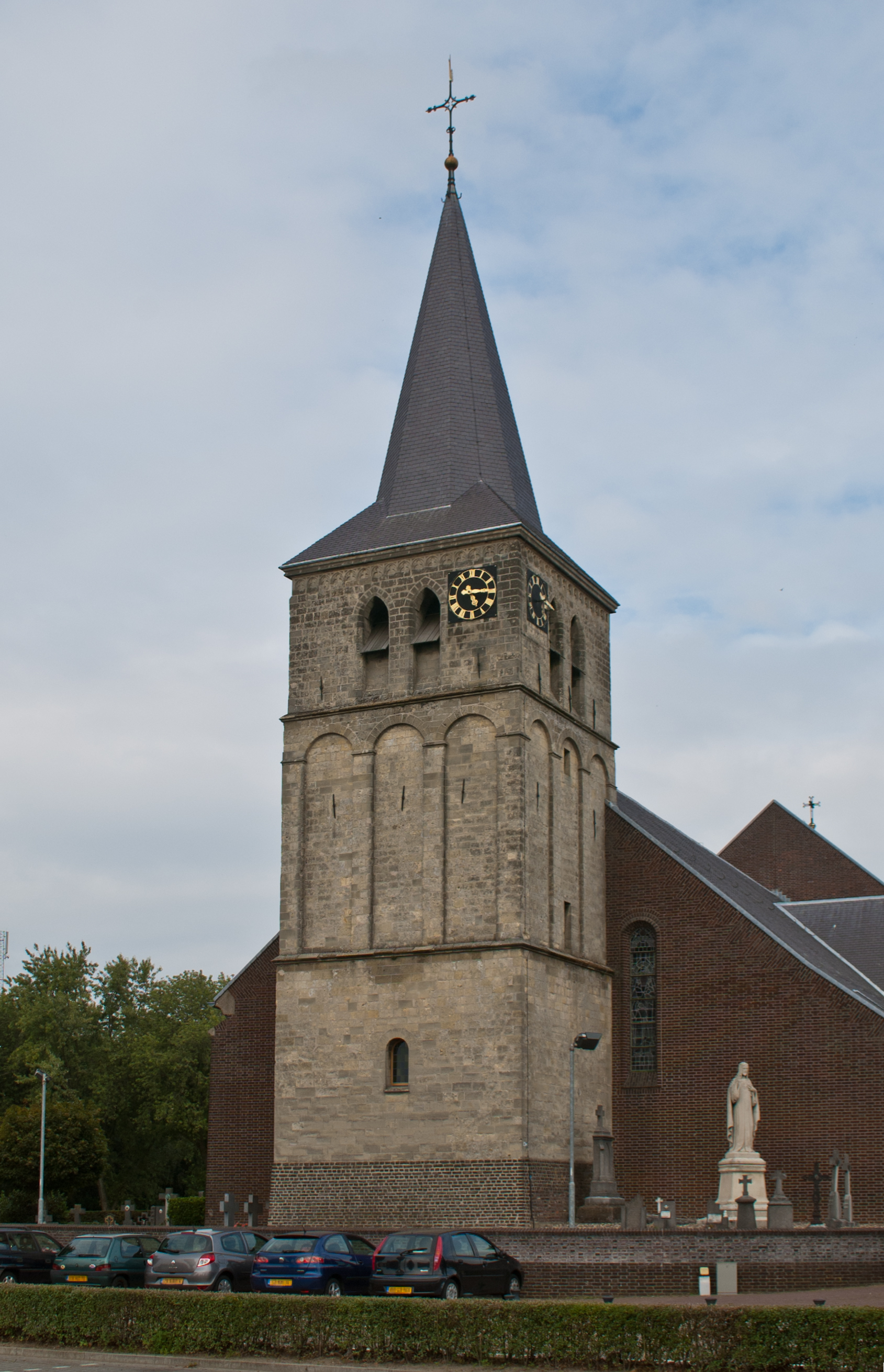
Het beeld naast de toren

Het beeld werd in 1971 verplaatst naar de ingang van de begraafplaats aan de Hoofdstraat in verband met een wegverbreding. In 1983 kreeg het een plaats in de voortuin van de pastorie. Sinds 2002 staat het op de huidige locatie, aan de voet van de toren van de Sint-Gertrudiskerk.

## Beschrijving
De staande Christusfiguur draagt een gedrapeerd gewaad en is omhangen met een mantel. Met zijn linkerhand wijst hij naar het Heilig Hart, omwonden door een doornenkroon, op zijn borst, zijn rechterhand houdt hij zegenend geheven. In beide handen zijn de stigmata zichtbaar.
In de bovenrand van de 1,15 m hoge sokkel staat in reliëf de tekst IK BEN KONING. Op de sokkel zelf is het christusmonogram aangebracht en de tekst 

H. HART VAN JEZUS
ONTFERM U ONZER